# Mike James

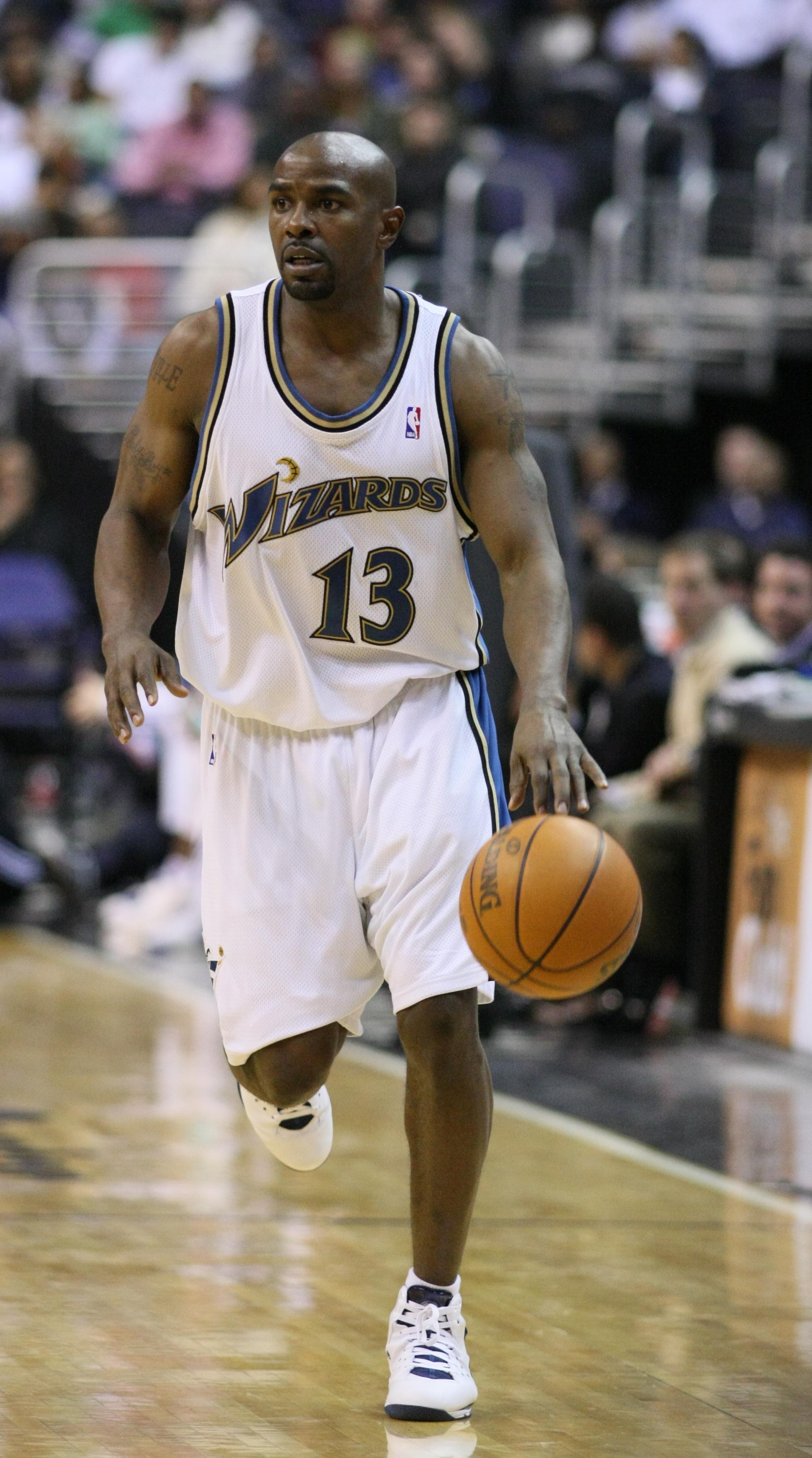
James em 2008, jogando pelo Washington Wizards.

Michael Lamont James, conhecido simplesmente por Mike James (Copiague, Nova Iorque, 23 de junho de 1975), é um ex-basquetebolista profissional norte-americano que foi campeão da NBA na Temporada de 2003-04 jogando pelo Detroit Pistons. 